# Аня Клуґе
Аня Клуґе (нім. Anja Kluge, 9 листопада 1964) — німецька академічна веслувальниця.
Олімпійська чемпіонка 1988 року в складі вісімки.